# Borderline (fumetto)
Borderline è un fumetto di fantascienza scritto da Carlos Trillo e disegnato da Eduardo Risso, è stato pubblicato in Argentina verso la fine degli anni ottanta. È diviso in 55 capitoli da 12 pagine ognuno.

## Trama
La storia si svolge essenzialmente nella zona di confine di una grande città in un'apocalittica atmosfera cyberpunk. Il clima è sconvolto, i ricchi vivono dentro il castello (la zona più interna della città) invece nella zona di confine, luogo pieno di immondizie e macerie chiamato anche nucleo delle scorie di ferro, vivono i poverissimi infralumpen, gente costretta a vendere i propri organi per vivere e spesso vittima di mutazioni, che viene considerata sub-umana. In questi luoghi assistiamo alla ripresa di ostilità dei due poteri che controllano questa zona di confine, ossia la giunta e il consiglio, entrambe subordinate all'ordine del maresciallo che controlla il governo. Da queste piccole scaramucce l'attenzione si sposta sulla lotta tra l'ordine del maresciallo e la guerriglia capeggiata dalla Gazzella della notte. Quest'ultima tradirà la causa (rovesciare il governo) e si metterà a disposizione del maresciallo Saki nel controllo della zona di confine.

## Elementi e personaggi

### Ordine del maresciallo
L'ordine del maresciallo ha preso possesso del governo parecchi anni prima, l'arma con cui ha compiuto quest'impresa è un buco dell'ozono artificiale che ha anche scolnvolto il clima terrestre.
- Maresciallo Saki è colui che è a capo del governo e comanda sia consiglio che giunta ha un aspetto mostruoso (ricorda Jabba the Hutt). Tutta la corte del maresciallo è di tipo orientale.
- L'Ispettore è un uomo dai tratti somatici orientali che fa da portavoce tra maresciallo e giunta e consiglio.
- Open Heimer è lo scienziato pazzo della storia, per aiutare l'ordine del maresciallo a prendere il potere ha inventato un buco dell'ozono artificiale che ha trasformato la terra e ne ha sconvolto il clima.
- Crono è l'ultimo anticipatore rimasto al maresciallo, gli anticipatori ossia persone dotate del potere di preveggenza si sono estinti poiché se sottoposti a forti stress e torturati riescono a prevedere le mosse del nemico anche per parecchi mesi nel futuro.
- Trashman è l'unico fumetto legale che viene venduto all'interno del mondo di Borderline.

#### Consiglio
È uno dei due poteri del governo, ha uno squadrone di agenti forzati che sono la sua forza armata.
- Crash (Lisa) è la protagonista della storia. In passato era stata venduta dal suo ragazzo Emil a dei trafficanti di organi non autorizzati, in seguito è stata liberata dalle forze del consiglio che l'hanno reclutata restituendole gli organi che le avevano prelevato. È legata al consiglio a vita poiché nel caso presentasse le dimissioni dovrebbe restituire gli organi. Il suo vero nome è Lisa ma viene chiamata Crash cioè con l'onomatopea della sua arma, poiché quello è l'unico modo in cui riesce ad esprimersi; infatti in seguito al ciò che le è capitato ha l'udito e le corde vocali danneggiate e può parlare e sentire solo tramite un decodificatore. Possiede una bambola meccanica di nome Lara che è l'unica che la può capire senza decodificatore. Nel corso della storia diventa una delle migliori agenti forzate e quindi una killer spietata.
- Jack e Mike sono due donne dai tratti orientali apparentemente identiche se non per un numero tatuato sulla faccia (il numero 1 per Mike, il 2 per Jack). Sono le dirette superiori di Crash, sono lesbiche e fidanzate tra loro, Jack prova una forte attrazione fisica per Crash di cui Mike è gelosa.
- Fusion è un altro agente forzato del consiglio, passa tutto il suo tempo libero incollato alla realtà virtuale dove tenta di completare un videogioco.
- Massimo e il capo del consiglio soffre di una malattia che gli causa attacchi d'ansia che possono essere placati con delle rarissime pillole che vengono sintetizzate nei laboratori della colonia lunare.
- Lara è la bambola meccanica di Crash che riesce a comunicare con lei tramite i suoni prodotti dal suo motore, inoltre Lara comprende il linguaggio umano.
- Illusione è la droga distribuita dal consiglio, dà l'illusione che il mondo andrà meglio e che la felicità aggiusterà tutto.

#### Giunta
È uno dei due poteri che controlla il governo, controlla un gruppo di soldati che ha il nome di comando info. 
- Blue (Emil) è un centurione forzato a una leva di dieci anni. In passato è stato il ragazzo Lisa ma essendo stato in quel momento dipendente dall'illusione l'ha venduta a dei trafficanti di organi per rimediare i soldi per quella droga. Il soprannome Blue gli è stato affibbiato per la sua profonda tristezza (nella cultura anglosassone il colore blu ha questa connotazione). Disegna spesso con delle bombolette spray. Morirà per salvare la gazzella della notte.
- Licantropo 1 e Licantropo 2 sono due fratelli gemelli dall'aspetto mostruoso che fanno parte del comando info. Sono due energumeni che fin da piccoli hanno negato la loro famiglia prendendo come in adozione come madre la luna, a questa madre-dea offrono dei sacrifici con cui sfogano il loro sadismo. Nella storia Licantropo 2 subentra alla morte di Licantropo 1.
- Ursula è una donna molto grassa che è a capo del comando info e prende ordini direttamente dal conte, come grado è superiore ai Licantropi (dai quali è molto attratta) e a Emil.
- Lupesca ultima arrivata del comando info per aspetto e abilità è molto simile ai Licantropi solo che è una femmina.
- Il conte è il capo della giunta, è vecchissimo (almeno 300 anni) e riesce a sopravvivere solo grazie agli organi prelevati dai suoi cloni.
- Astral è la droga distribuita dalla giunta dà la speranza che dopo questa esistenza ci sia un mondo migliore.

### Guerriglia
- Gazzella della notte è un'infralumpen ma è anche un'anticipatrice (ossia una veggente). Vive una storia d'amora con Blue. Alla fine della storia grazie ai suoi poteri riuscirà a guidare la guerriglia alla vittoria su Giunta e consiglio anche se in conclusione verrà corrotta dal maresciallo Saki e governerà per lui.

## Pubblicazioni in Italia
La prima volta la serie è stata pubblicata a puntate sulla rivista Skorpio dell'Eura Editoriale tra il 1995 e il 1996. In seguito è stata riproposta nella collana thriller (in alternanza con L'Insonne) della Free Books in sette volumi tra il 2005 e il 2006 con le copertine disegnate da Giuseppe Palumbo.